# والتر باتلر (سياسي)
والتر باتلر (بالإنجليزية: Walter Butler)‏ هو سياسي أسترالي، ولد في 15 أبريل 1892 في دوبو في أستراليا، وتوفي في 5 نوفمبر 1937. حزبياً، نشط في حزب العمال الأسترالي. وقد انتخب عضو الجمعية التشريعية نيو ساوث ويلز.